# Verweerder
De verweerder is de partij tegen wie een rechtszaak wordt aangespannen. Deze persoon kan ook worden aangeduid als verdachte, gedaagde, belanghebbende of geïntimeerde (in hoger beroep). 
In de dagvaarding staat waarvan degene wordt verdacht of wat er wordt geëist. De dagvaarding kan komen van het Openbaar Ministerie of van een particulier of organisatie. Komt de dagvaarding van het Openbaar Ministerie, dan wordt gesproken van verdachte. Komt de dagvaarding van een particulier of organisatie, dan wordt gesproken van een gedaagde. 
Een belanghebbende is iemand die betrokken is bij een besluit of geschil en daar rechtstreeks belang bij heeft. Iemand is verweerder als hij schriftelijk reageert op een eis in een dagvaarding of een verzoek in een verzoekschrift.